# Sant Jaume de les Ferreres
Sant Jaume de les Ferreres és un edifici de Sant Bartomeu del Grau (Osona) inclòs a l'Inventari del Patrimoni Arquitectònic de Catalunya.

## Descripció
Es tracta d'una capella situada a la dreta de la façana de la masia de Les Ferreres. L'edifici és de planta rectangular, d'una sola nau sense absis i amb la coberta de teula àrab a doble vessant. La porta d'entrada presenta una llinda monolítica sobre la qual hi ha una petita finestra circular. Aquesta façana està culminada per una espadanya per a dues campanes.
La làpida funerària de les Ferreres, és monolítica i està decorada amb una calavera, dues tíbies creuades i una cor, les armes de la família Ferreres (estenalles, compàs i martell) i una inscripció que documenta la làpida el 1790 i correspon al Mas Ferreres.

## Història
La làpida funerària de les Ferreres, va ser trobada al costat de l'església parroquial de Sant Bartomeu del Grau en unes ampliacions de l'edifici.